# TNK (studio)
TNK (ティー・エヌ・ケー Tii Enu Kee) là một xưởng phim hoạt hình Nhật Bản được thành lập vào ngày 29 tháng 1 năm 1999 bởi Kato Nagateru, một nhân viên cũ từ Tatsunoko Production. Họ đã sản xuất nhiều bộ anime cho đến nay như School Days, High School DxD, Kannazuki no Miko, UFO Princess Valkyrie và I My Me! Strawberry Eggs.

## Tác phẩm đã sản xuất

### Anime truyền hình
- Hand Maid May (2000)[1]
- I My Me! Strawberry Eggs (2001)[1]
- Mahō Shōjo Neko Taruto (2001), đồng sản xuất với Madhouse[2]
- UFO Ultramaiden Valkyrie (2002)[3]
- G-On Riders (2002), đồng sản xuất với SHAFT[4]
- L/R: Licensed by Royalty (2003)[5]
- Mōsō Kagaku Series Wandaba Style (2003)[6]
- UFO Ultramaiden Valkyrie: Juunigatsu no Yasoukyoku (2003)[3]
- Kannazuki no Miko (2004)[7]
- Rakugo Tennyo Oyui (2006)[8]
- Lovedol ~Lovely Idol~ (2006), đồng sản xuất với AIC ASTA.[9]
- School Days (2007)[10]
- Akane-iro ni Somaru Saka (2008)[11]
- Ikki Tōsen: Xtreme Xecutor (2010)[12]
- High School DxD (2012)[13]
- High School DxD New (2013)[14]
- Kenzen Robo Daimidaler (2014)[15]
- Seirei Tsukai no Blade Dance (2014)[16]
- High School DxD BorN (2015)[17]
- Sin: Nanatsu no Taizai (2017), đồng sản xuất với Artland.[18]
- Doreiku (2018), đồng sản xuất với Zero-G.[19]
- Senran Kagura Shinovi Master: Tokyo Yōma-hen (2018)[20]
- Kandagawa Jet Girls (2020)[21]
- Kaifuku Jutsushi no Yarinaoshi (2021)[22]
- Futoku no Guild (2022)[23]
- VTuber nanda ga Haishin Kiriwasuretara Densetsu ni Natteta (2024)[24]

### Phim điện ảnh
- Suki ni Naru Sono Shunkan o (2016, dưới danh nghĩa Qualia Animation)
- Zutto Mae Kara Suki Deshita (2016, dưới danh nghĩa Qualia Animation)

### OVA
- Cosplay Complex (2002)[25]
- Cosplay Complex: Extra Identification (2004)
- Papa to Kiss in the Dark (2005)[26]
- Itsudatte My Santa! (2005)[27]
- UFO Princess Valkyrie: Seiresetsu no Hanayome (2005)
- UFO Princess Valkyrie: Toki to Yume to Ginga no Utage (2006)
- School Days: Valentine Days (2008)
- High School DxD  (2012, 2013, 2015)

### ONA
- Busou Shinki Moon Angel (2011)